# Nadzeya Shushko
Nadzeya Shushko –en bielorruso, Надзея Шушко– (28 de marzo de 1990) es una deportista bielorrusa que compite en lucha libre. Ganó una medalla de bronce en los Juegos Europeos de Bakú 2015, en la categoría de 53 kg.

## Palmarés internacional
| Juegos Europeos | Juegos Europeos   | Juegos Europeos   | Juegos Europeos |
| Año             | Lugar             | Medalla           | Categoría       |
| --------------- | ----------------- | ----------------- | --------------- |
| 2015            | Bakú (Azerbaiyán) | Medalla de bronce | 53 kg           |